# 1941 v dopravě
Tento článek obsahuje seznam událostí souvisejících s dopravou, které proběhly roku 1941.

## Události
- 9. dubna 1941

 Zahájení trolejbusového provozu v Plzni.
- 4. června 1941

 V Praze byla zrušena projekční kancelář, jež měla připravovat vybudování metra.

## Neurčené datum
Do Samary byly z napadeného západu země dovezeny první trolejbusy; krátce poté se začalo s budováním vlastního systému trolejbusové dopravy.
 Pod Bratislavským hradem se začíná budovat tramvajový tunel.